# Convento de las Salesas Reales
Il Convento de las Salesas Reales è un complesso architettonico del XVIII secolo che si trova nel centro di Madrid, in Spagna. 
Oggi il convento ospita il Tribunale supremo spagnolo mentre la chiesa del convento (dedicata a Santa Barbara) è una chiesa parrocchiale.

## Storia
Il convento fu fondato nel 1748 dalla regina Barbara del Portogallo, moglie del re Ferdinando VI, come scuola per le figlie della nobiltà e possibile residenza in cui ritirarsi nel caso in cui il marito, Ferdinando VI, fosse morto prima di lei. Il convento fu progettato da François Carlier e la costruzione iniziò nel 1743 ma in seguito il piano originale dell'edificio fu modificato da Francisco Moradillo e da questi completato nel 1750.
Il convento era abitato dalle monache dell'Ordine della Visitazione di Santa Maria, ma nel 1870 queste furono sfrattate e l'edificio venne trasformato in un Palazzo di Giustizia. Dal 1963 al 1977 fu sede del Tribunale dell'Ordine Pubblico, un tribunale creato nella Spagna franchista per occuparsi dei crimini politici.

## Aspetto
L'edificio attuale ha un aspetto esterno più sobrio rispetto al progetto originale del XVIII secolo che, pur aderendo agli stilemi neoclassici di un design equilibrato e rigoroso, era anche traboccante di elementi decorativi come lesene e architravi su ogni piano e pieno di finestre tanto che al tempo della sua costruzione venne criticato:

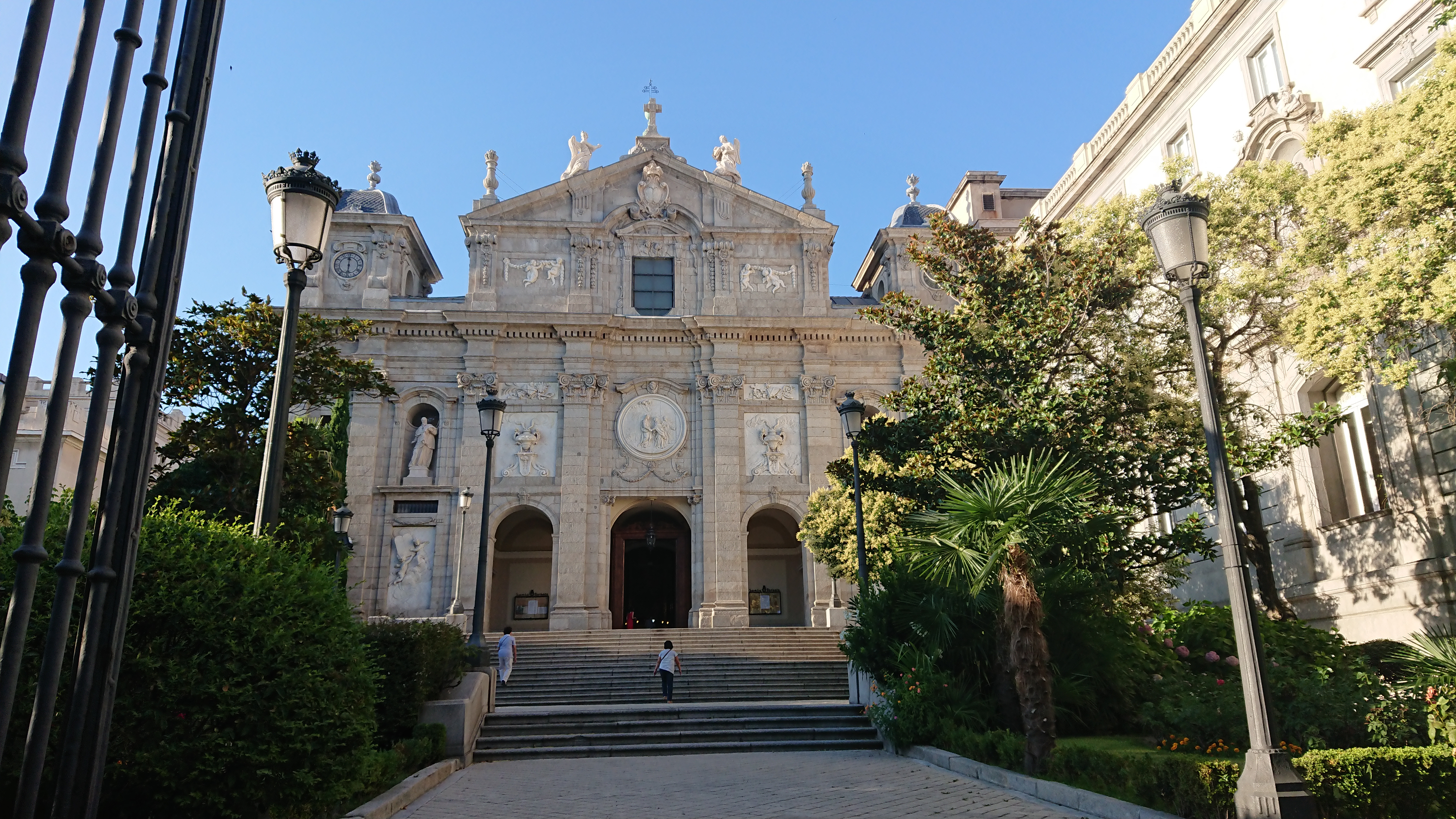
Facciata principale della chiesa di Santa Barbara

(Marcel Dieulafoy, Art in Spain and Portugal)

## La chiesa
La chiesa di Santa Barbara contiene i monumenti funebri di Ferdinando VI e di sua moglie Barbara progettati da Francesco Sabatini.
La chiesa e il convento sono elencati separatamente come Bien de Interés Cultural.